# Lexi Belle
Lexi Belle, właśc. Jessica Macomber (ur. 5 sierpnia 1987 w Independence) − amerykańska aktorka pornograficzna. 24 stycznia 2019 została wprowadzona do AVN Hall of Fame.

## Życiorys

### Wczesne lata
Urodziła się w Independence w stanie Luizjana w rodzinie pochodzenia  irlandzkiego. Kiedy miała sześć lat, jej matka zginęła w wypadku samochodowym. Przez następne dwa lata była pod opieką w kolejnych domach, aż trafiła do rodziny zastępczej, która ostatecznie chciała ją adoptować. Mieszkała razem z nimi od 8 do 12 lat, kiedy u jej matki zastępczej zdiagnozowano raka. Zamieszkała w McComb, w stanie Mississippi, gdzie w szkole średniej uczyła się gry na puzonie. Przeniosła się potem z rodzicami zastępczymi do Los Angeles w Kalifornii.

### Kariera
W wieku 18 lat pracowała w wypożyczalni filmów wideo, gdzie została zauważona przez kogoś, kto widział jej stronę Myspace i otrzymała propozycję występów w filmach dla dorosłych. Trzy miesiące później nakręciła swój debiutancki film, który został wydany w grudniu 2005. To był również pierwszy raz, kiedy kiedykolwiek wystąpiła w scenie seksu z mężczyzną. Najpierw użyła pseudonimu Nollie i pracowała dla Oz Entertainment. Nakręciła swoją pierwszą scenę seksu analnego z Jamesem Deenem.
W 2008 zdobyła nagrodę Adama Film World Guide Award w kategorii nastoletni sen roku i została nominowana w kategorii najlepsza scena seksu grupowego w Slutty & Sluttier # 3. W 2009 była nominowana do nagrody AVN Award dla najlepszej nowej gwiazdki. W 2010 została uhonorowana nagrodą XRCO Award w kategorii Cream Dream i nagrodą AVN dla najlepszej nowej gwiazdki 2010 i najlepszej aktorki drugoplanowej w 2011. 
W 2011 została uznana jako jedna z 12 najbardziej popularnych dziewczyn w pornografii CNBC. Regularnie bierze udział w imprezach parków rozrywki Six Flags. Jako stewardesa Janet w scenie z dwoma pilotami (Evan Stone, Alec Knight) w Superman XXX: A Porn Parody (2011) zdobyła nominację do AVN Award w kategorii najlepsza scena triolizmu. 
Wystąpiła też w erotyku Sex Pets (2011) z Allie Haze, komedii Monster of the Nudist Colony (2013) jako Heather, Samurai Cop 2: Deadly Vengeance (2015) jako Hera oraz komedii sensacyjnej Banned, Exploited & Blacklisted: The Underground Work of Controversial Filmmaker Shane Ryan (2016) u boku Tommy’ego Wiseau i Bai Ling.
Była związana z amerykańskim aktorem porno Christianem XXX.

## Nagrody
| Rok  | Nagroda                     | Kategoria                                                    | Film                      | Inni wykonawcy          |
| ---- | --------------------------- | ------------------------------------------------------------ | ------------------------- | ----------------------- |
| 2008 | Adam Film World Guide Award | Teen Dream Of The Year                                       | –                         | –                       |
| 2010 | XRCO Award                  | Cream Dream                                                  | –                         | –                       |
| 2010 | AVN Award                   | Najlepsza scena seksu samych dziewczyn                       | Field of Schemes 5 (2009) | Tori Black              |
| 2010 | AVN Award                   | Najlepsza nowa gwiazdka internetowa                          | –                         | –                       |
| 2010 | F.A.M.E. Awards             | Ulubiona niedoceniona gwiazda                                | –                         | –                       |
| 2012 | AVN Award                   | Najlepsza scena seksu chłopak/dziewczyna                     | Bombshells 3 (2011)       | Manuel Ferrara          |
| 2013 | AVN Award                   | Najlepsza złośnica                                           | Remy (2012)               | Remy LaCroix            |
| 2013 | AVN Award                   | Najlepsza scena seksu oralnego                               | Massive Facials 4 (2011)  | –                       |
| 2013 | AVN Award                   | Najlepsza scena seksu triolizmu (chłopak/chłopak/dziewczyna) | Lexi (2012)               | Mick Blue i Ramón Nomar |
| 2014 | Nightmoves Fan Awards       | Najlepsza tancerka filmu pełnometrażowego dla dorosłych      | –                         | –                       |
| 2014 | Fannys Award                | Najcenniejsza pochwa (wykonawczyni roku)                     | –                         | –                       |
| 2019 | AVN Award                   | Sala sławy Hall of Fame AVN                                  | –                         | –                       |
| 2022 | AVN Award                   | Najlepsza międzynarodowa scena seksu chłopak/dziewczyna      | Give In, Vibes 3 (2021)   | Alberto Blanco          |
| 2024 | XRCO Award                  | Sala sławy Hall of Fame XRCO                                 | –                         | –                       |

## Wybrana filmografia
| Rok  | Tytuł                                                                                       | Rola                | Reżyser          |
| ---- | ------------------------------------------------------------------------------------------- | ------------------- | ---------------- |
| 2011 | Sex Pets                                                                                    | Meg                 | Eddie Powell     |
| 2011 | The New Erotic: Art Sex Revolution (film dokumentalny)                                      | w roli samej siebie | Ramzi Abed       |
| 2013 | Aroused (film dokumentalny)                                                                 | w roli samej siebie | Deborah Anderson |
| 2013 | Monster of the Nudist Colony (TV)                                                           | Heather             | Steve Goldenberg |
| 2015 | Samurai Cop 2: Deadly Vengeance                                                             | Hera                | Gregory Hatanaka |
| 2016 | Banned, Exploited & Blacklisted: The Underground Work of Controversial Filmmaker Shane Ryan | w roli samej siebie | Jeremy Williams  |